# Xiaomi Mi 4
Pour les articles homonymes, voir Mi-4.
Xiaomi Mi 4 (chinois : xiǎomǐ shǒujī sì, chinois simplifié : 小米手机4 ; littéralement « téléphone mobile Xiaomi 4 ») est un smartphone de la marque chinoise Xiaomi Tech. Il est présenté le 22 juillet 2014 et prévu[Quand ?] pour le prix de 1 999 RMB (environ 322 $, soit 296 €) pour la version 16 Go, et un prix de 2 499 RMB (environ 403 $) soit 370 € pour la version 64 Go, équipé d'un écran de 1 920 × 1 080 pixels de 5 pouces avec laminage complet[Quoi ?] et d'un processeur haut de gamme de chez Qualcomm.
Le 31 mars 2015, la firme publie le code source du noyau du Mi4 publiquement.
Le 1er avril 2015, Xiaomi annonce par le biais de son forum officiel une baisse de prix du Mi 4 16 Go avec une réduction de 200 yuans (30 €), ce qui le ramènerait à 1799 yuans (environ 290 $) soit 267 €. Une édition du Mi 4 avec 2 Go de mémoire vive sortirait durant une courte période au prix de 1699 yuans (environ 274 $) soit 252 €.

## Versions
Plusieurs variantes du Mi4 existent. La première est la version WCDMA blanche, compatible avec les fréquences 3G françaises. Le 9 septembre 2014 sort le modèle TDD LTE, c'est le premier smartphone de la firme à être compatible 4G, toujours en blanc. Seulement capable de recevoir uniquement la 4G de Chine, Xiaomi annonce qu'une version FDD LTE, compatible avec la 4G LTE française, sortira plus tard. Le Xiaomi Mi4 devait sortir en deux couleurs : noir et blanc, la date de sortie du Mi4 noir a été repoussée à cause d'un problème de production avec cette couleur. Cependant, la firme a annoncé que le Mi4 TDD LTE en noir sera disponible à partir du 28 octobre 2014. D'après Hugo Barra, la version 4G FDD-LTE sortira d'ici la fin d'année dans les deux coloris. Le 9 novembre 2014, la certification provenant de TENAA a été confirmée pour la version FDD LTE. Xiaomi a désormais le feu vert pour commercialiser en Chine la version 4G LTE compatible avec les fréquences 4G de France notamment,,. La version compatible FDD-LTE est disponible depuis le 16 décembre en blanc uniquement et 16Gb. Les bandes de fréquences compatibles sont 1 800  et   2 100 MHz en FDD-LTE et 2 600 MHz en TD-LTE

### Édition Windows 10
Le 27 septembre 2014, des rumeurs auraient fait surface sur le web selon lesquelles Lei Jun, le PDG de Xiaomi aurait rencontré Satya Nadella, le PDG de Microsoft pour discuter de quelque chose d'assez secret. Aucune information n'a fuité sur la teneur de cette discussion. Lei Jun a par ailleurs confirmé cette discussion privilégiée avec Satya mais n'a pas précisé non plus le sujet de cette discussion.
Le 18 mars 2015, lors de la conférence de Microsoft et de l'annonce officielle de son nouveau système d'exploitation, Windows 10. La firme en a profité pour parler d'un accord entre Xiaomi et Microsoft afin de porter Windows 10 sur le Mi 4 à un nombre restreint d'utilisateurs. Il y a fort à parier que le but de la discussion de Satya Nadella et Lei Jun était centrée sur cette annonce faite le 18 mars dernier.
La ROM du Mi 4 version Windows 10 serait disponible dès le 1er juin 2015.

## Méthode de fabrication
Peu avant la conférence du 22 juillet 2014, la firme avait déjà fait apparaître une image avec une phrase révélatrice sur la conception du Mi4 : « Le voyage d’un morceau de métal en acier ». Lors de la conférence, Lei Jun a donc levé le voile sur la signification de cette phrase en vidéo. Elle montre la fabrication du produit, un long voyage dans les usines de fabrication que fait partager la firme lors de la conférence qui prouve la qualité de conception du smartphone : Une portion du châssis interne et le contour du Mi4 sont en acier inoxydable, la coque arrière étant en polycarbonate. Et pour finir, c'est 40 étapes et 193 différents procédés qui sont nécessaires pour fabriquer un Mi4.
La firme aurait investi 1,9 milliard de yuans (près de 307 millions de dollars américains) pour moderniser ses installations de production.